# Molekulare Nanotechnologie
Molekulare Nanotechnologie (kurz MNT, auch molekulare Fertigung) bezeichnet eine Technologie auf der Ebene von einzelnen Molekülen.
1986 machte der amerikanische Ingenieur Eric Drexler den Begriff der Nanotechnologie mit seinem Buch „Engines of Creation“ weithin bekannt.
Drexler definierte dabei den Begriff viel weitreichender als beispielsweise vor ihm Richard Feynman und Norio Taniguchi bzw. als unser heutiges Verständnis für Nanotechnologie ist.
Drexler versteht unter Nanotechnologie die digitale, programmierbare Manipulation der Materie auf atomarer Ebene und die daraus resultierende Fertigung.
Seine Idee und Überzeugung ist, dass aus den Bausteinen der Materie, den Atomen, nach dem Legosteinprinzip eine neue Welt erschaffen werden kann. Denn fast alles, was derzeit unvollkommen ist, habe seinen Grund in einem fehlerhaften Zusammenbau von Atomen. Also – so seine Intention – muss man sie wieder an den richtigen Ort rücken.
Zur Abgrenzung nannte er Anfang der 1990er Jahre diese Technologie Molekulare Nanotechnologie und schrieb 1991 ein Buch dazu.

## Konzept der Technologie nach Drexler
Das Konzept der MNT basiert im Wesentlichen auf der so genannten Mechanosynthese, also dem gezielten Greifen und Platzieren von atomaren und molekularen Bausteinen.
- Molekülgroße Roboter, Assembler genannt, die in winzig kleinen Fabriken an Nanofließbändern arbeiten und mit hoher Geschwindigkeit aus einzelnen Atomen und Molekülen das zusammensetzen, was an menschlichen Bedürfnissen so anfällt: Autos und Steaks, menschliche Organe, Häuser, Raumschiffe und Computer oder auch bakteriengroße „Soldaten“, die unbesiegbar sind.

- Roboter, die man in die Blutbahn schleust, sollen andere wie Viren und Bakterien vernichten und defekte Zellen und Organe reparieren. Das alles ist praktisch kostenlos, denn die Assembler reproduzieren sich selbst und Material kann aus Abfall gewonnen werden.

- Ein einzelner Assembler besteht aus etwa einer Million Atome und einigen zehntausend beweglichen Teilen, jedes aus einigen Atomen aufgebaut. Eine komplexe Maschine also, die statt Halbfabrikaten wie ein heutiger Industrieroboter Moleküle, die aus einem Lager angeliefert werden, vom Förderband greift und montiert, wobei die chemischen Bindungen als Klebstoff dienen. Wie die Nanocomputer sind auch die Assembler rein mechanische Konstrukte, bestehend aus Hebeln, Motoren, Getrieben usw.

- Diese Nanofabriken sollen alles verwandeln können, solange es nicht den physikalischen oder chemischen Gesetzen widerspricht. Vorbild ist die Natur: alles, was ein Baum braucht, ist Licht, Luft, Wasser und einige Mineralsalze. Mittels Photosynthese gewinnt er Nahrung aus Sonnenlicht, mittels molekularer Maschinen verwandelt er Kohlenstoffdioxid in Sauerstoff und Kohlenwasserstoffverbindungen, bildet Wurzeln, Stamm und Äste, produziert Blätter und trägt Früchte. Die Natur selbst kennt molekulare Maschinen: Motoren, Pumpen und Antriebe, mit denen sich etwa Bakterien durchs Wasser bewegen. Und sie hat auch einen nanogroßen Computer konstruiert: die Erbsubstanz, das Genom. Sie steuert die Fabrikation von etwas höchst Komplexem vom Zellkern aus, der das Programm enthält, das bestimmt, welches Geschlecht, welche Größe, welche Augenfarbe usw. das fertige „Produkt“ haben wird.

## Stand der Umsetzung der Vision
In den letzten Jahren wurden einige Annahmen Drexlers experimentell bestätigt und auch erste Ergebnisse erzielt.
- Im Jahre 1998 gelang es Wilson Ho von der Cornell-Universität einzelne Eisenmonocarbonylmoleküle (FeCO) und Eisendicarbonylmoleküle (Fe(CO)2) aus Eisenatomen (Fe) und Kohlenmonoxidmolekülen (CO) mit dem Rastertunnelmikroskop zusammenzubauen.[1]

- Anfang 2007 hat ein Forschungsteam der Freien Universität Berlin in Zusammenarbeit mit dem CNRS in Toulouse die ersten beiden Nanoräder vorgestellt, die sich auf einer Oberfläche rollen lassen.[2] Es sind Triptycenmoleküle, die Rädern mit drei Speichen ähneln. Verbunden sind sie über eine Achse aus vier Kohlenstoffatomen. Die Rollbewegung der Räder wird mit der Spitze eines Rastertunnelmikroskops (STM) induziert und gleichzeitig in Echtzeit ausgelesen. Dabei spielt die Korrugation der Oberfläche eine wichtige Rolle: Wenn diese zu gering, also die Oberfläche zu flach ist, lässt sich nur ein Springen der Moleküle induzieren. Es konnte außerdem gezeigt werden, dass die Weglängen der Räder beim Rollen bzw. Springen auf der Oberfläche charakteristisch für die beiden Mechanismen sind.

- Nach demselben Prinzip hat diese Forschungskooperation auch Nanozahnräder entwickelt, die sich, ebenfalls angetrieben von einer STM-Spitze, entlang einer gezackten Kante aus Atomen drehen.

- Die beiden Experimente zeigen jedoch auch eine wesentliche Schwierigkeit, mit der Molekularmaschinenbauer konfrontiert sind. Die herkömmliche Mechanik, die beispielsweise von glatten Oberflächen ausgeht, lässt sich nicht mehr ohne Weiteres anwenden. Einzelne Oberflächenatome wirken wie Bodenwellen. Jede Nanomaschine (oder molekulare Maschine) braucht außerdem noch Energie von außen, um sich zu bewegen.

- Die Natur hat dieses Problem elegant gelöst, indem sie die Energie im Inneren von Zellen auf chemischem Weg überträgt. ATP-Moleküle liefern sie in Form von Elektronen, die auf Motorproteine übertragen werden. Diese können dann verschiedene biologische Prozesse auslösen, vom Transport einzelner chemischer Bausteine durch die Zelle bis hin zu einer Muskelkontraktion im großen Maßstab. Aus diesem Grunde laufen auch Versuche zur Prüfung, welche Möglichkeiten das DNA-Molekül, als Träger der genetischen Information, als Baumaterial bietet (DNA-Origami). Für die Nanorobotik ist es entscheidend, steuerbare Elemente an bestimmten Stellen in ein Gitter einfügen zu können.

- Wenn man Makromoleküle in Vakuum oder in Luft im Abstand von weniger als einigen Atomdurchmessern aneinander vorbeibewegen wollte, dann würden sie durch die Van-der-Waals-Kräfte aneinander kleben bleiben. Wenn man aber die Makromoleküle in Wasser oder in eine andere geeignete Flüssigkeit einbettet, dann übernimmt die Flüssigkeit die Van-der-Waals-Kräfte, und man kann die Makromoleküle reibungsarm aneinander vorbeibewegen. Auf diese Weise funktionieren lebende Zellen, und der Geißel-Antrieb der Bakterien erreicht 50 Umdrehungen pro Sekunde.

- Einzelne Atome oder Moleküle rein mechanisch festzuhalten oder loszulassen wird ebenfalls durch die Van-der-Waals-Kräfte erschwert, was als das „Klebrige-Finger-Problem“ bezeichnet wurde. Dieses Problem, und auch die rein mechanische Herstellung von Atombindungen, wurde durch das Anlegen einer elektrischen Spannung bewältigt, was hier[3] gezeigt wurde.

- Viele Wissenschaftler sind skeptisch und halten die Verwirklichung der Vision von Drexler für wirklichkeitsfremd. Nach Ansicht der Verfechter der MNT ist es ihren Gegnern aber bisher nicht gelungen, abschließend überzeugende wissenschaftliche Argumente gegen die Umsetzbarkeit von MNT vorzubringen. Es ist unbestritten, dass Drexler nichts behauptet, was den Gesetzen der Physik oder Chemie entgegensteht, denn den Praxisbeweis erbringt letztendlich die Natur schon heute.